# Kingston (Minnesota)
Pour les articles homonymes, voir Kingston.
Kingston est une ville américaine située dans le comté de Meeker, dans le Minnesota. Selon le recensement de 2010, sa population est de 161 habitants.